# ال (دفتر مرگ)
ال لاولیت (ژاپنی: エル・ローライト هپبورن: Eru Rōraito): شخصیت داستانی در مجموعهٔ مانگای دفتر مرگ ایجاد شده توسط تسوگومی اوبا و تاکشی اوباتا است، که بیشتر به عنوان یک شخصیت منحصر به فرد شناخته شده‌است.
ال شخصی نابغه و یک کارآگاه خصوصی بین‌المللی است که مواردی را دستگیر می‌کند که برای پلیس بین‌الملل و دولت مشکل است.
او مخالف شخصیت اصلی مجموعه، لایت یاگامی است. با تلاش پررنگش، به یکی بودن لایت یاگامی و کیرا (قاتل کشتار جمعی)، کسی که برای ایجاد جهانی پاک از پلیدی به عنوان خدا تلاش می‌کند؛ مشکوک می‌شود. در نسخهٔ ژاپنی انیمه، صداگذاری او توسط کوپیه یاماگوچی انجام شده‌است.
ال در مجموعهٔ تلویزیونی توسط کنیچی ماتسویاما و در نسخهٔ آمریکایی فیلم توسط کیت استنفیلد به تصویر کشیده شده‌است.
اسم او هرگز در انیمه گفته نشد. اسم او در جلد ۱۳ مانگا دفترچه مرگ در مکانی مخفی روی یک کارت نوشته شده است نام او (L lawlite) می باشد.